# Monumento a Washington
O Monumento a Washington é um obelisco dentro do National Mall em Washington, D.C., construído para homenagear George Washington, uma vez comandante-chefe do Exército Continental (1775-1784) na Guerra Revolucionária Americana e o primeiro Presidente dos Estados Unidos (1789–1797). Localizado quase a leste do Espelho d'água e do Lincoln Memorial, o monumento, feito de mármore, granito e gnaisse de pedra azul, é a estrutura predominantemente de pedra mais alta do mundo e o obelisco mais alto do mundo, com 169,046 m de altura de acordo com o US National Geodetic Survey (medido em 2013–14) ou 169,294 m de altura, de acordo com o National Park Service (medido em 1884). É a coluna monumental mais alta do mundo se todas forem medidas acima de suas entradas de pedestres. Ultrapassando a Catedral de Colônia, que foi a estrutura mais alta do mundo entre 1884 e 1889, após o que foi ultrapassada pela Torre Eiffel em Paris.
A construção do memorial presidencial começou em 1848 e foi interrompida por um período de 23 anos, de 1854 a 1877, devido à falta de fundos, à luta pelo controle da Sociedade do Monumento Nacional de Washington e à Guerra Civil Americana. Embora a estrutura de pedra tenha sido concluída em 1884, a ferragem interna, a colina e a instalação de pedras memoriais não foram concluídas até 1888. Uma diferença no sombreamento do mármore, visível a aproximadamente 46 m ou 27% para cima, mostra onde a construção foi interrompido e posteriormente retomado com mármore de uma fonte diferente. O projeto original foi de Robert Mills (1781-1855) da Carolina do Sul, mas ele não incluiu sua colunata proposta por falta de fundos. A pedra fundamental foi lançada em 4 de julho de 1848; a primeira pedra foi colocada no topo do toco inacabado em 7 de agosto de 1880; a pedra angular foi fixada em 6 de dezembro de 1884; o monumento concluído foi dedicado em 21 de fevereiro de 1885; e inaugurado oficialmente em 9 de outubro de 1888.
O Monumento a Washington é um obelisco de pedra oco de estilo egípcio com uma coluna de 152,4 m de altura encimada por uma pirâmide de 16,8 m de altura. Suas paredes têm 4,6 m de espessura em sua base e 0,46 m de espessura no topo. A pirâmide de mármore tem paredes finas de apenas 18 cm de espessura apoiadas por seis arcos, dois entre paredes opostas que se cruzam no centro da pirâmide e quatro arcos de canto menores. O topo da pirâmide é uma grande pedra angular de mármore com uma pequena pirâmide de alumínio em seu ápice com inscrições nos quatro lados. Os mais baixos 45,7 m das paredes, construídos durante a primeira fase 1848-1854, são compostos por uma pilha de pedras de entulho de gnaisse bluestone (pedras não acabadas) mantidas juntas por uma grande quantidade de argamassa com uma fachada de semi pedras de mármore acabadas cerca de 0,4 m de espessura. Os 106,7 m superiores das paredes, construídos durante a segunda fase de 1880-1884, são compostos de pedras de superfície de mármore acabadas, metade das quais se projetam nas paredes, parcialmente apoiadas por pedras de granito acabadas.
O interior é ocupado por escadas de ferro que sobem em espiral pelas paredes, tendo ao centro um elevador, cada uma suportada por quatro colunas de ferro, que não suportam a estrutura de pedra. As escadas contêm cinquenta seções, a maioria nas paredes norte e sul, com muitos patamares longos estendendo-se entre elas ao longo das paredes leste e oeste. Esses patamares permitiram que muitas pedras memoriais com inscrições de vários materiais e tamanhos fossem facilmente visualizadas enquanto as escadas eram acessíveis (até 1976), além de uma pedra memorial entre as escadas que é difícil de ver. A pirâmide tem oito janelas de observação, duas de cada lado, e oito luzes vermelhas de advertência de aeronaves, duas de cada lado. Dois pára-raios de alumínio, conectados através das colunas de suporte do elevador ao lençol freático, protegem o monumento. A base atual do monumento tem 11,3 m de espessura, consistindo em metade de seus escombros de gnaisse de bluestone original revestidos de concreto. No canto nordeste da fundação, 6,4 m abaixo do solo, está o mármore que é a pedra angular da construção, incluindo uma caixa de zinco cheia de memorabilia. Cinquenta bandeiras americanas hasteadas em um grande círculo de mastros centrado no monumento. Em 2001, uma instalação de triagem temporária foi adicionada à entrada para evitar um ataque terrorista. Um terremoto em 2011 danificou ligeiramente o monumento, e ele foi fechado até 2014. Ele foi fechado novamente para reparos no sistema de elevador, atualizações de segurança e mitigação da contaminação do solo de agosto de 2016 a setembro de 2019.

## Local da Construção
O Monumento a Washington foi originalmente planejado para ser localizado no ponto em que uma linha que corre diretamente para o sul do centro da Casa Branca cruza uma linha que vai diretamente para o oeste do centro do Capitólio dos Estados Unidos. Nascido na França e engenheiro militar Pierre Charles L'Enfant, o visionário de 1791 "Plano da cidade destinada a ser a sede permanente do governo dos Estados Unidos ..." designou este ponto como o local da estátua equestre central proposta de George Washington que o antigo Congresso da Confederação votou em 1783, no final da Guerra Revolucionária Americana (1775-1783) em uma futura capital nacional americana. O solo no local pretendido provou ser muito instável para suportar uma estrutura tão pesada quanto o obelisco planejado, então a localização do monumento foi movida 118,9 m de leste a sudeste. No local originalmente planejado, agora existe um pequeno monólito chamado Jefferson Pier. Este deslocamento fez com que o Plano McMillan especificasse que o Lincoln Memorial deveria ser "colocado no eixo principal do Capitólio e do Monumento".

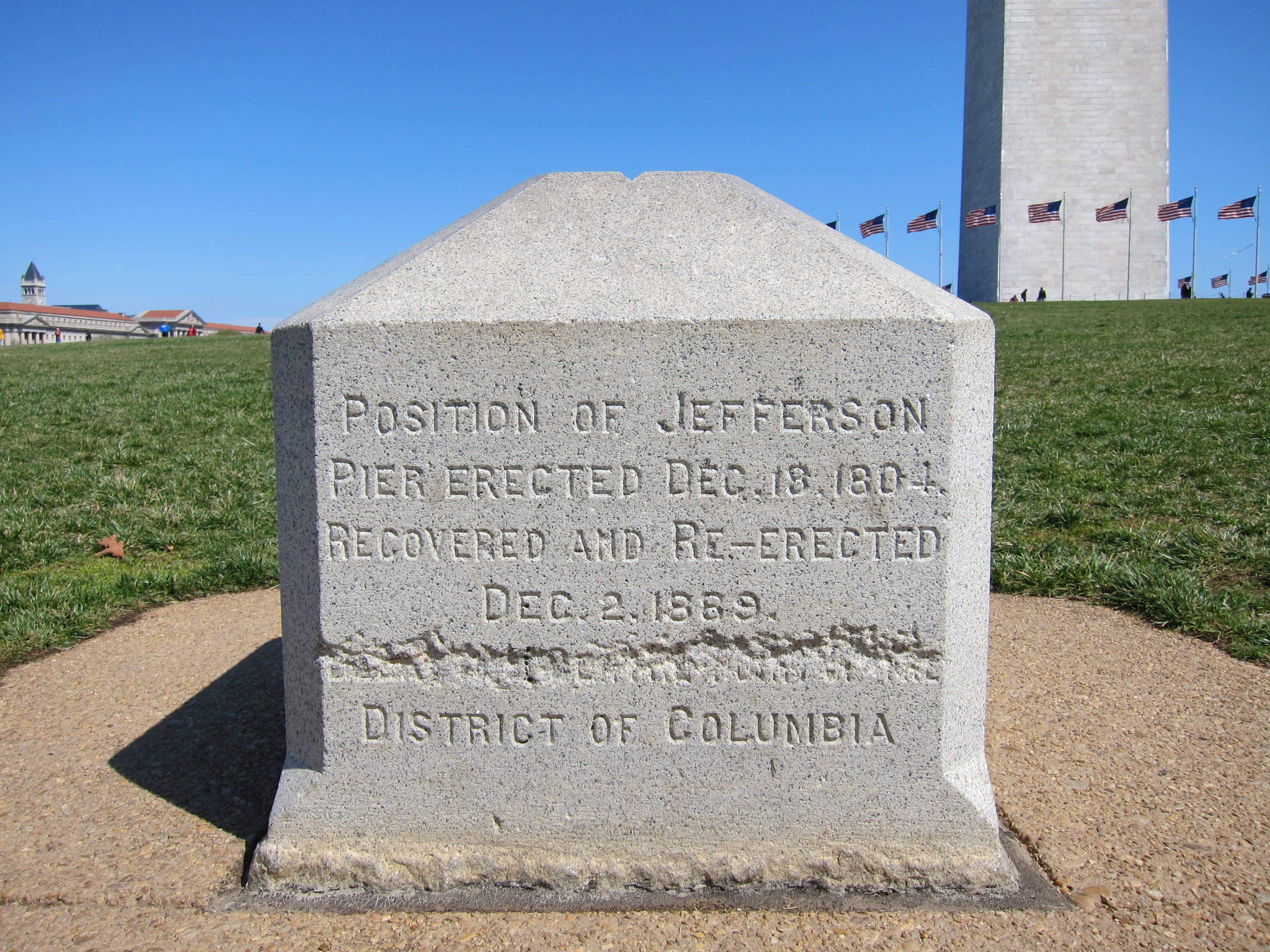
Lado oeste do Pier Jefferson com o Monumento a Washington ao fundo

## Galeria

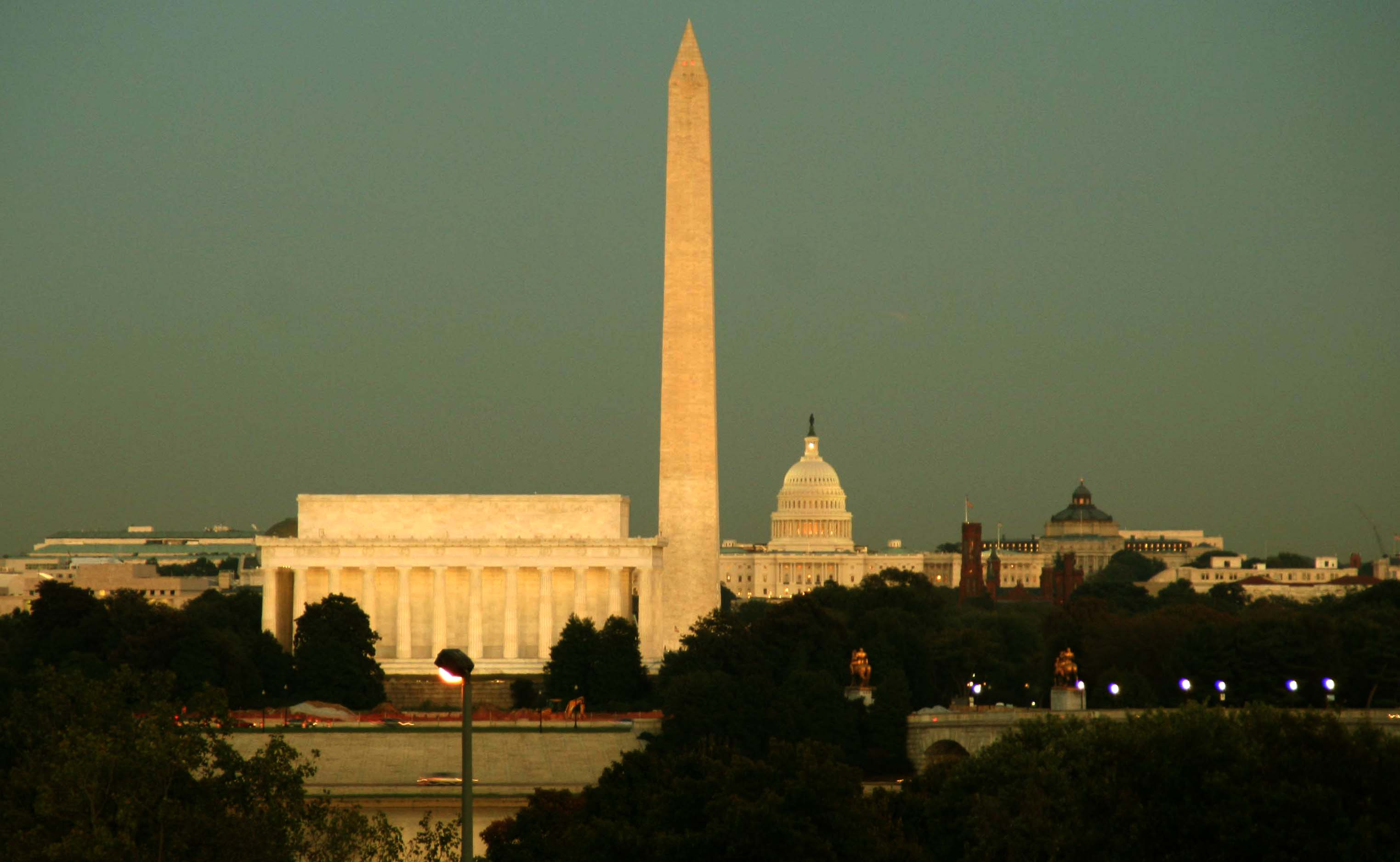
O Lincoln Memorial, o Monumento a Washington e Capitólio dos Estados Unidos são típicos marcos para Washington, D.C.
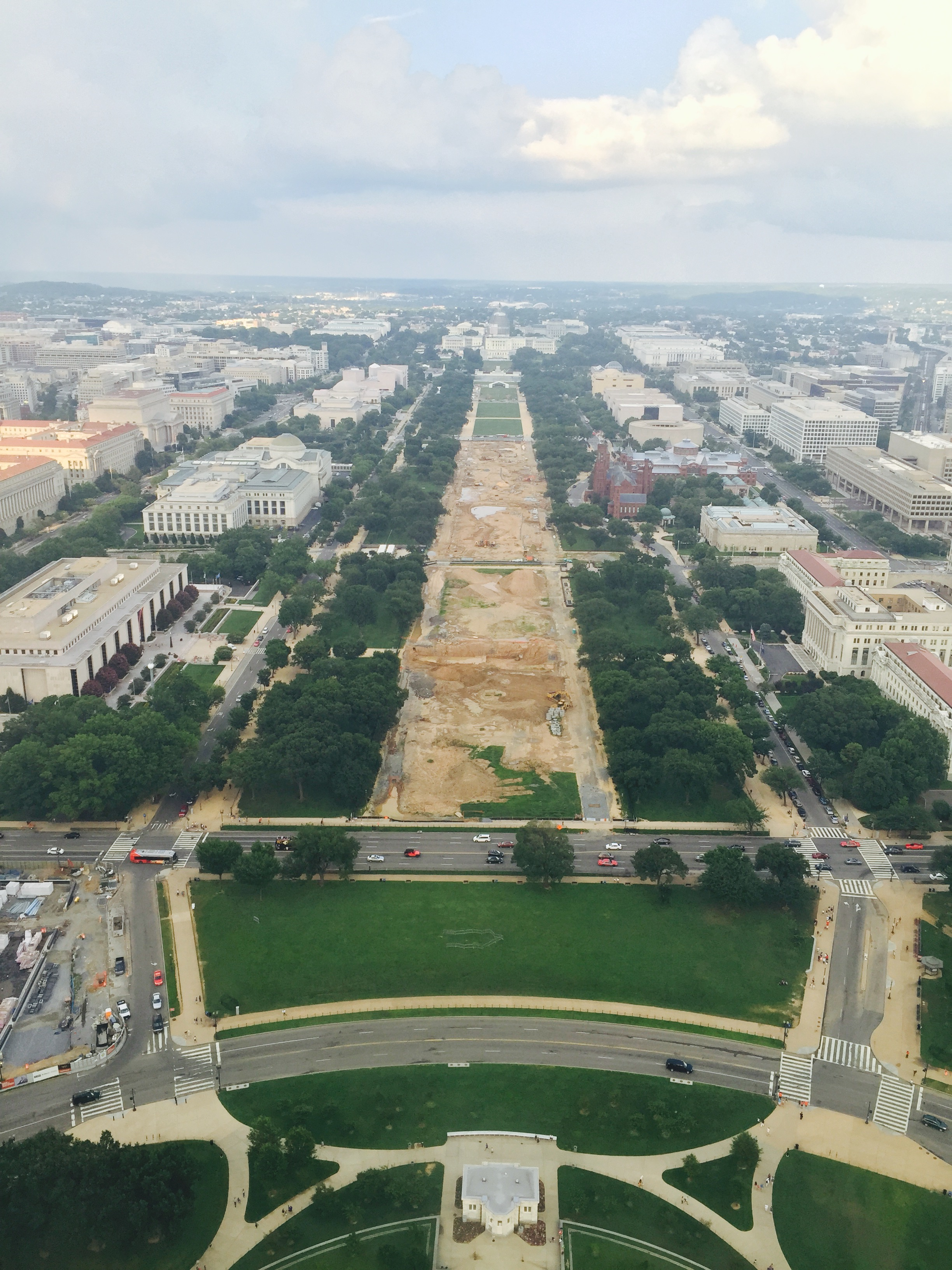
Vista do topo do Monumento a Washington em julho de 2015 voltado para o Capitólio
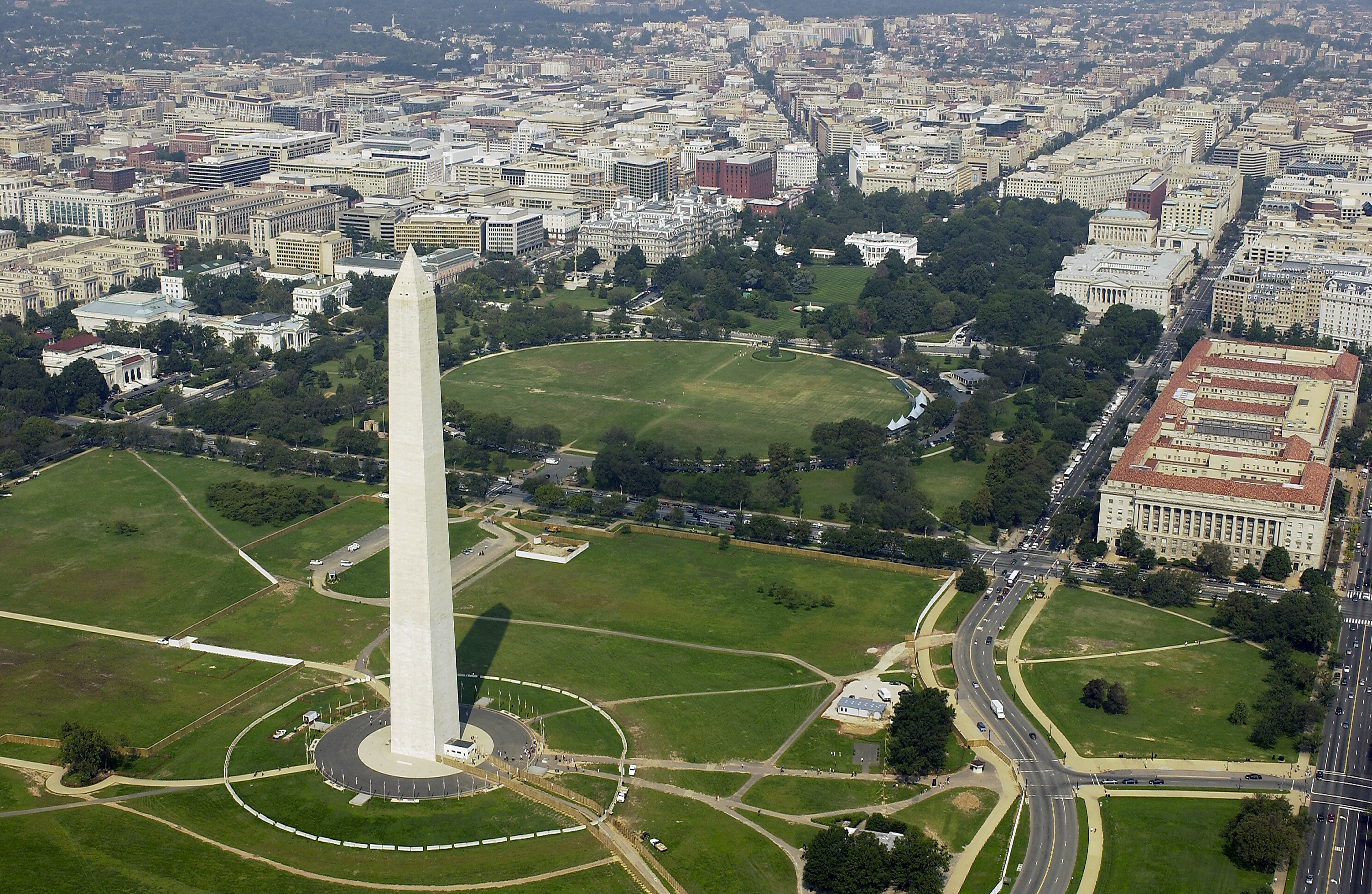
Vista do monumento de 2003, cercada por um anel de Jersey barrier. A Casa Branca é visível no canto superior direito. O Lincoln Memorial está além do quadro, à esquerda.
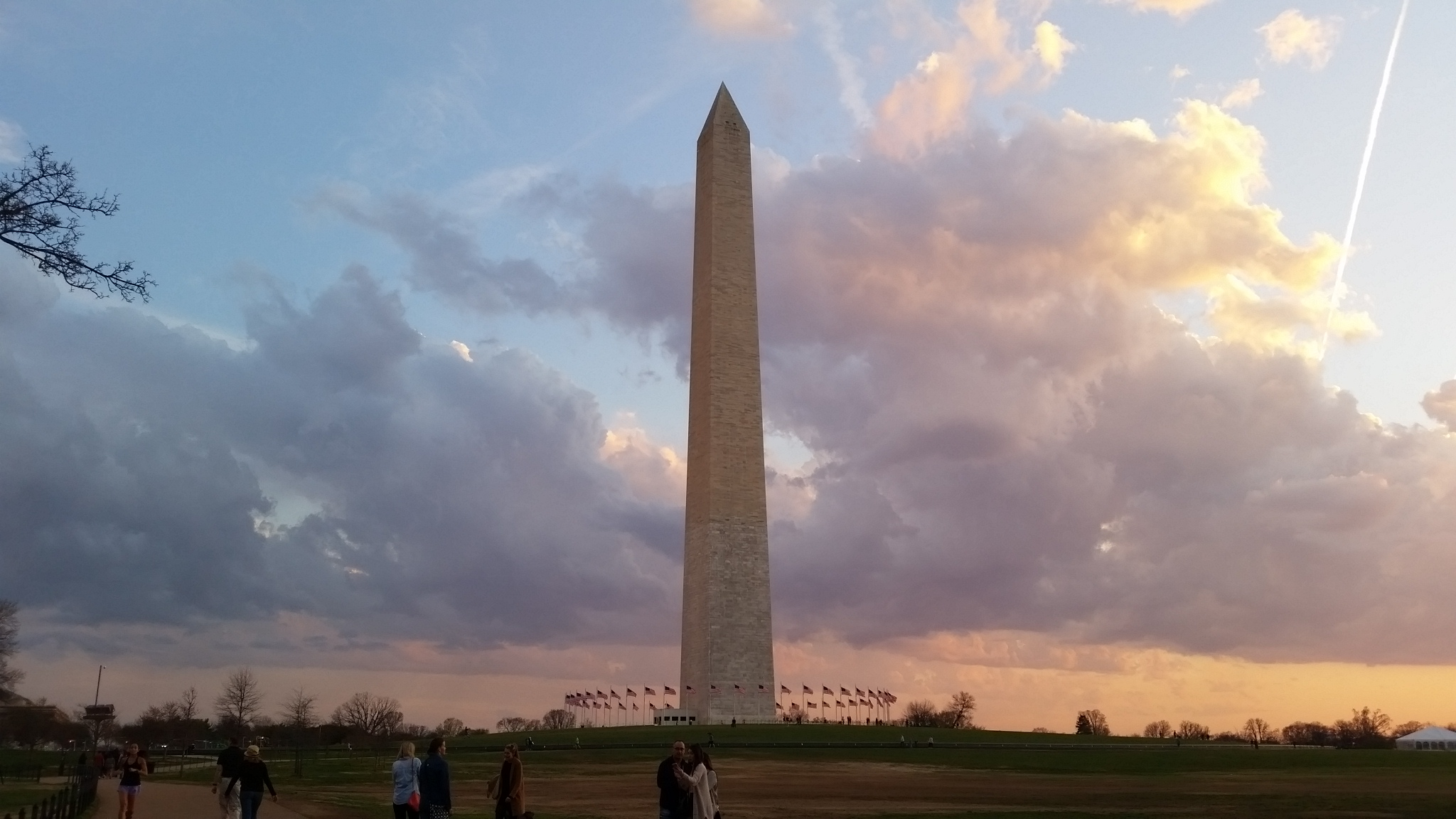
Monumento a Washington - Nuvens ao pôr-do-sol, março de 2016
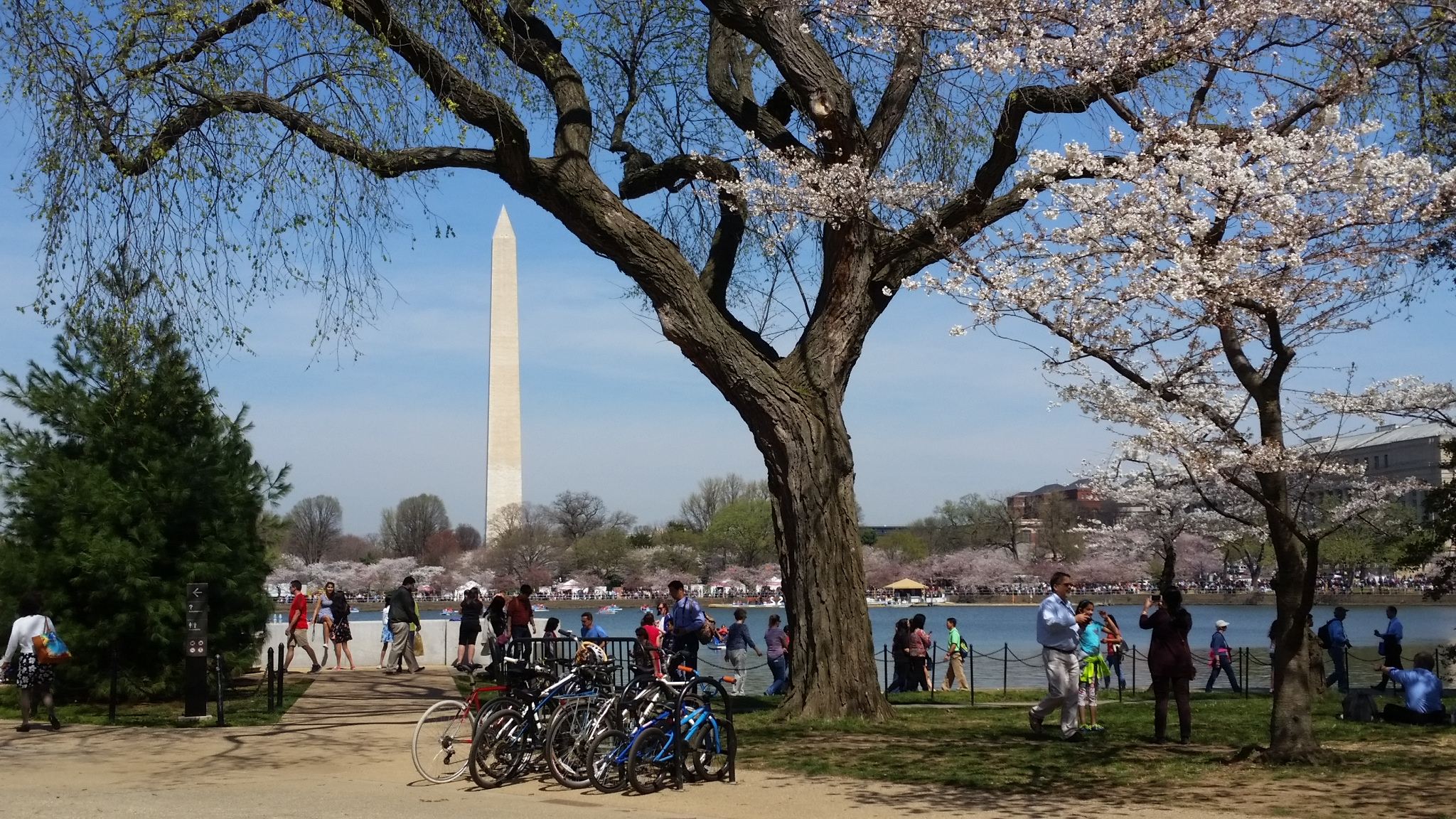
Flores de cerejeira na bacia das marés e monumento a Washington, março de 2016
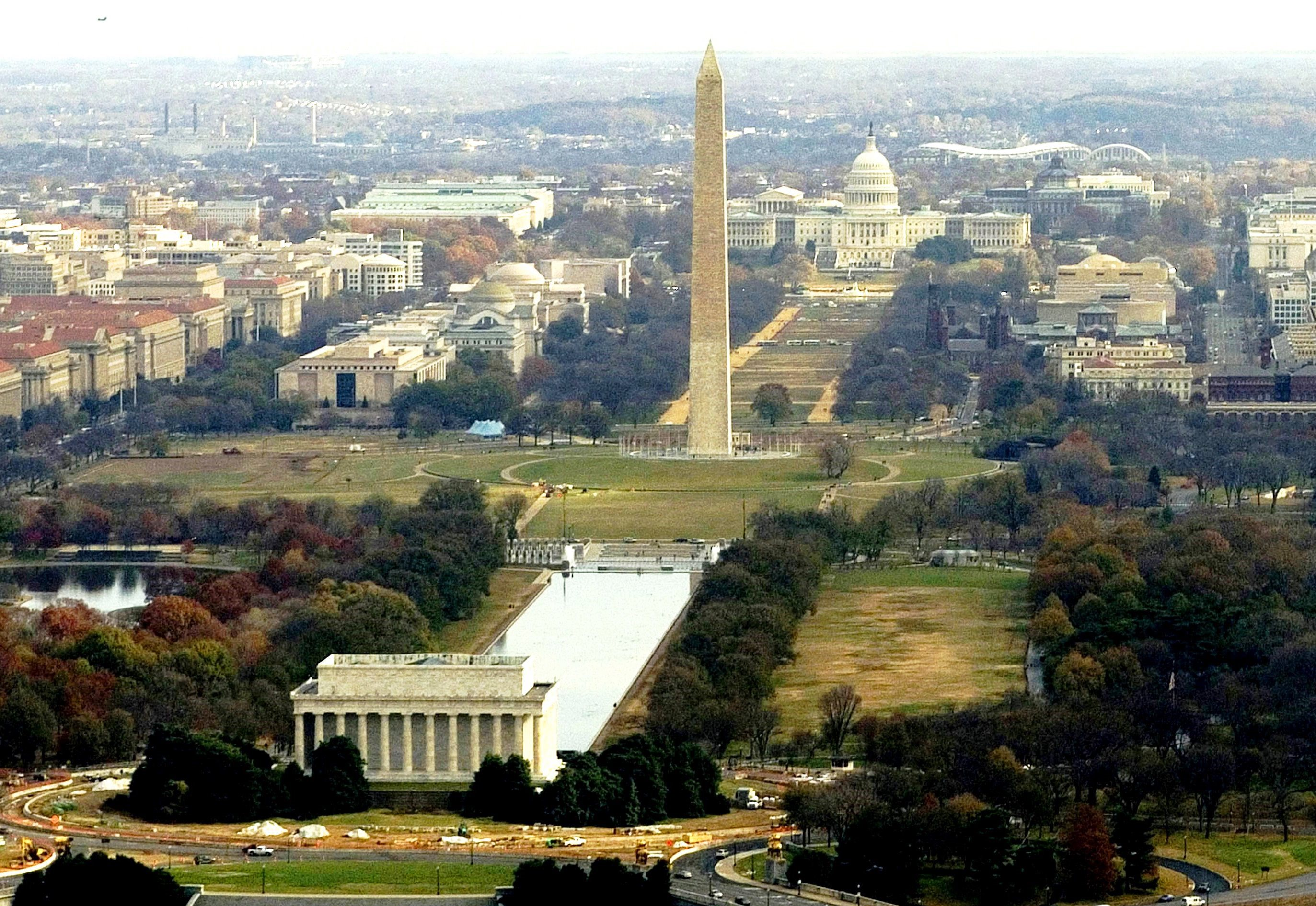
Vista aérea de 2005 voltada para o leste a partir do Rio Potomac

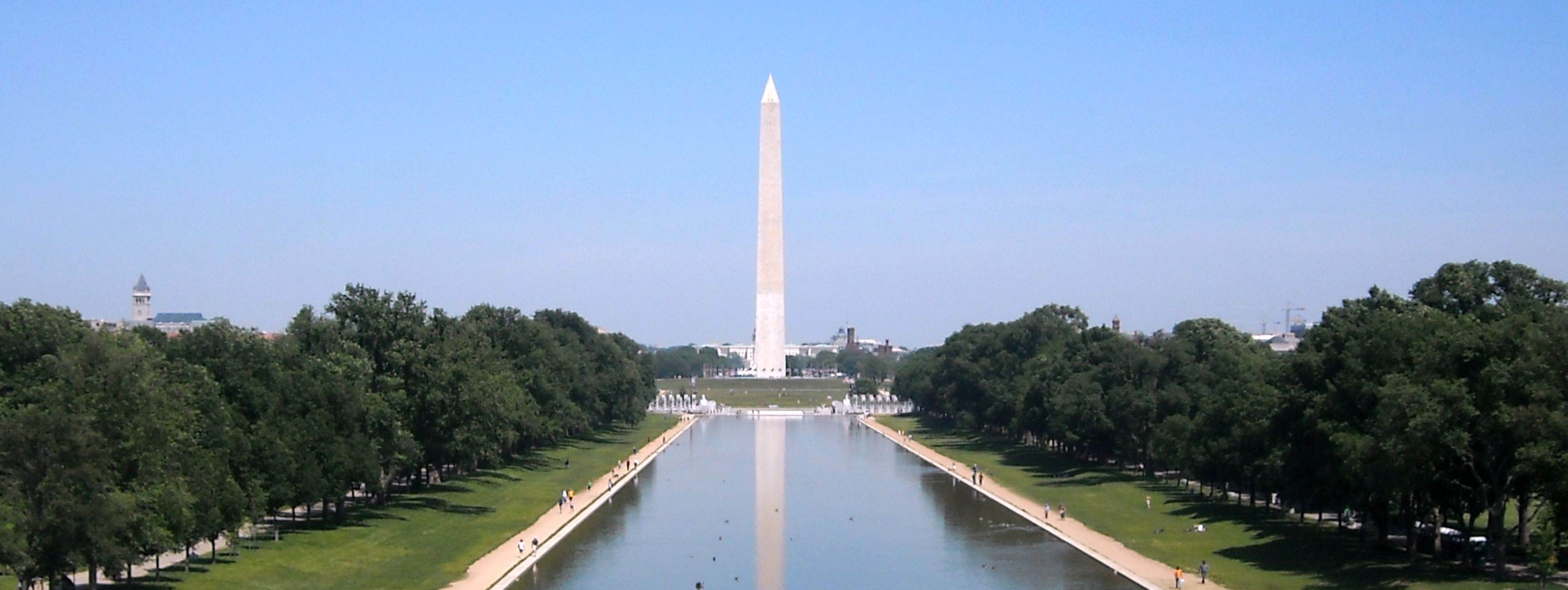
Espelho d'água do Monumento a Washington.